# Gnathopleura astarte
Gnathopleura astarte är en stekelart som först beskrevs av Alexander Henry Haliday 1838.  Gnathopleura astarte ingår i släktet Gnathopleura och familjen bracksteklar. Inga underarter finns listade i Catalogue of Life.